# 斯佩赛德
11°18′N 60°32′W / 11.300°N 60.533°W

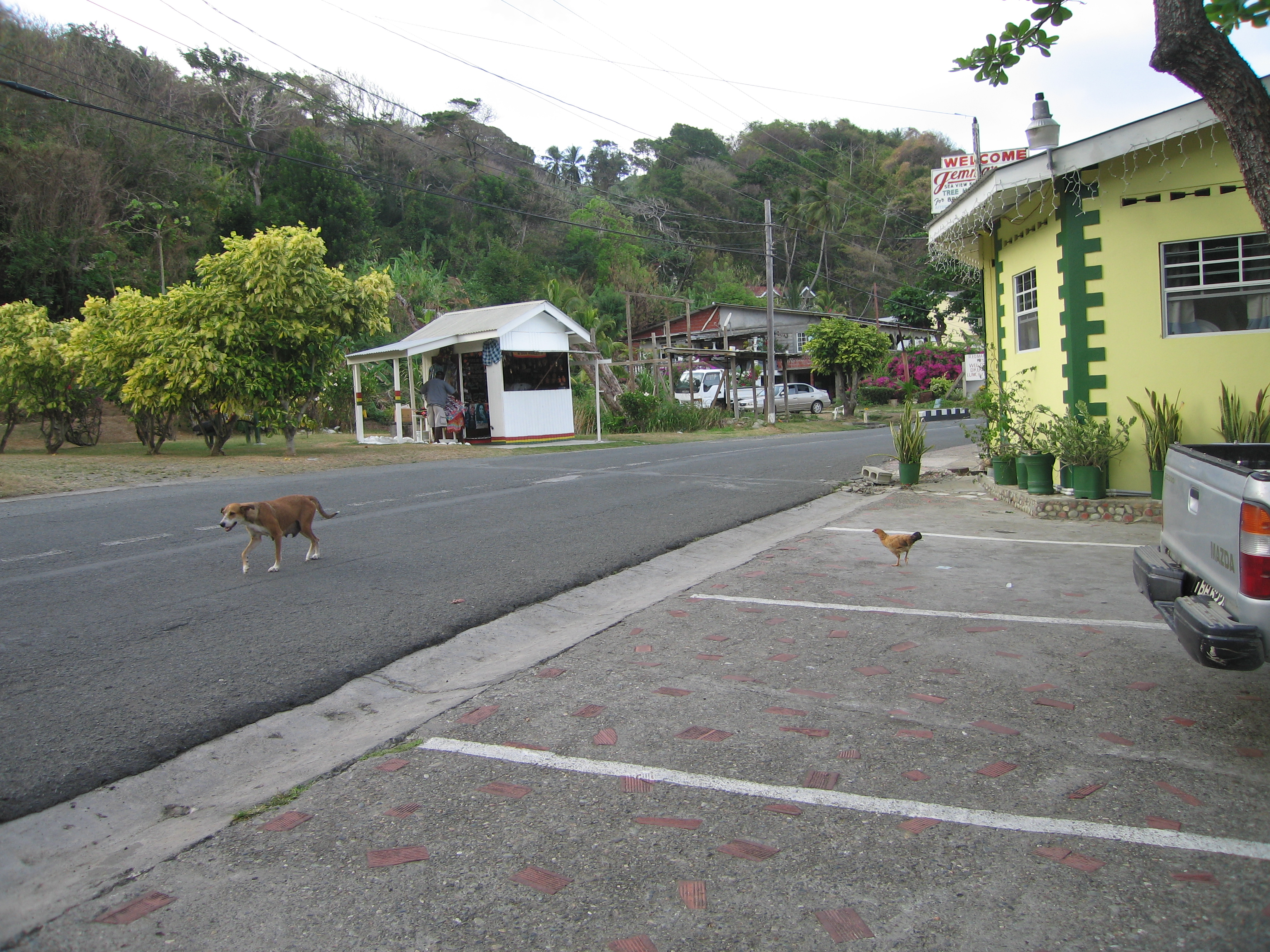

斯佩赛德（英語：Speyside）是加勒比海岛国特立尼达和多巴哥多巴哥岛北部圣约翰区在内的一座村庄，位于小多巴哥岛对面的背风海岸、距离斯卡伯勒东北26公里，2000年人口1,100人。